# Vidöåsen
Vidöåsen è un'area urbana della Svezia situata nel comune di Hammarö, contea di Västra Götaland.
La popolazione rilevata nel censimento 2010 era di 272 abitanti .